# Charles Cuny
Pour les articles homonymes, voir Cuny.
Charles Cuny, né le 30 juin 1811 à Goin en Moselle et mort en juillet 1858 à El Fasher dans le Darfour, est un médecin et explorateur français, le premier Français à être parvenu à entrer dans le Kordofan et au Darfour.

## Biographie
Il est le fils aîné d'un charron, Nicolas Cuny et de son épouse Marie-Charlotte Badé. Levoir et Roy citent un extrait de son acté de naissance, d'après les archives communales de Goin. Destiné à la prêtrise, il est inscrit au séminaire de Montigny mais ne s'y montre pas bon élève puis à celui de Pont-à-Mousson. Indiscipliné, il manque d'en être renvoyé mais obtient malgré tout son baccalauréat. Il s'inscrit alors au grand séminaire de Metz mais sans aucun enthousiasme. Il y apprend la philosophie scolastique, le droit canon, la théologie dogmatique et l'histoire ecclésiastique. 
Ordonné prêtre, il démissionne quelques semaines après et renonce définitivement à la cléricature. Il rentre alors à Goin où ses parents l'accueillent défavorablement. Cuny décide à ce moment-là de se tourner vers la médecine mais sa famille n'a pas les moyens de l'aider. 
Il écrit alors au ministère d’État au département de la Guerre, le 10 novembre 1831, pour obtenir de devenir élève en pharmacie à l'hôpital militaire d'instruction de Metz. Sa candidature est retenue. Le 19 décembre, il signe son engagement pour une durée minimale de sept années. Il s'installe au 32, place Saint-Thiébault à Metz dans un petit appartement et, après un stage de dix mois et de bons résultats, il est nommé le 12 octobre 1832 pharmacien sous-aide-major et est affecté à Toulon puis, en septembre 1833 à Bône en Algérie où il arrive en octobre. Il sert alors à l'hôpital de la Salpêtrière ouvert depuis avril 1832. Il participe alors aux luttes contre les fièvres et le choléra auprès du docteur François-Clément Maillot.
Au printemps 1836, il est nommé à l'ambulance de Douera et y travaille sous les ordres du médecin-chef de l'hôpital, Jean-Baptiste Faseuille. Il se heurte régulièrement à ses supérieurs qui lui reprochent son caractère indiscipliné et va même jusqu'à provoquer son chef en duel. Le rapport qui est adressé sur l'événement à Faseuille ne va pas plus loin mais Cuny est affecté le 22 août 1836 à l'hôpital militaire de Bougie.
A Bougie, Cuny se met rapidement l'ensemble des officiers de santé à dos par son arrogance. Ses confrères vont jusqu'à écrire une pétition, signée par sept sous-aides, pour se plaindre de lui au médecin-chef : « [...], la conduite scandaleuse de M. Cuny chirurgien sous-aide nous met dans la pénible nécessité de vous en rendre compte. Hier, non content de se montrer ivre, en société de deux femmes publiques, il alla se vautrer avec elles et en uniforme d'officier de santé dans le lieu le plus mal famé de Bougie. ». Ils demandent alors sa radiation du cadre des officiers de santé et la suspension de ses fonctions.
Le 6 février 1837, un conseil d'enquête est ouvert à Alger pour étudier l'inconduite de Cuny. Au total, ce sont treize lettres ou rapports qui sont analysés, sept concernent l'affaire de Bougie et six, celle de Douéra. Cuny y assiste. La pétition collective n'est pas prise en compte, le règlement l'interdisant. Il finit par reconnaître les faits mais souligne que seul le cas de Bougie peut lui être reproché sur l'ensemble de sa carrière. Par quatre voix contre une, sa réforme est refusée; s'il devait l'être pour faute grave, la réponse est à la négative, à l'unanimité. Par contre, à la question de faute grave contre la discipline, les jurés disent oui à l'unanimité. Charles Cuny est ainsi réformé par décret royal du 18 mars 1837, notifié le 11 avril. Il aura ainsi passé quatre ans, cinq mois et six jours dans l'armée.
Il embarque alors le 6 mai 1837 pour la France sur le Styx et regagne la Lorraine par Avignon, Lyon et Mâcon .
À peine rentré à Goin, il décide de s'inscrire à la faculté de médecine de Strasbourg pour y préparer son doctorat mais, en novembre 1837, il rencontre Edme François Jomard qui l'engage, le 11 novembre, pour servir comme chirurgien des armées dans les services de santé fondé par Clot-Bey, de Méhémet Ali en Égypte. Cuny signe un contrat de quatre années.
Il embarque pour l’Égypte à Marseille, voit les côtes italiennes et grecques et arrive à Alexandrie au début de l'année 1838. Il remonte ensuite en cinq jours le Nil jusqu'au Caire où il est affecté au 28e régiment d'infanterie. Il y fait la connaissance de Louis-Maurice Linant de Bellefonds.
Deux ans plus tard, il est affecté au 9e régiment de cavalerie. Il franchit ainsi l'isthme de Suez, gagne Jérusalem puis Damas. Son régiment est ensuite envoyé à Antioche dans le nord de la Syrie. Le 24 juin 1839, Cuny participe ainsi à la bataille dans les plaines de Nézib qui oppose l'armée de Méhémet Ali sous les ordres de Soliman Pacha à celle du sultan Mahmut et soigne les nombreux blessés. Il est, à la fin du conflit, nommé au régiment de Sélim Pacha dont le but est d'éliminer les quelques poches de résistances qui pourraient exister puis s'installe à Alep où il s'achète une esclave et où il travaille à l'hôpital. La peste faisant des ravages à Damas, Cuny y est envoyé (1840). avant de recevoir, après le traité de Londres, son congé.
Il part alors de Damas mais doit rester trois semaines en quarantaine à Livourne en raison des risques liés au choléra. Rentré en France, il s'inscrit de nouveau à la faculté de médecine pour y préparer son doctorat. Après son succès aux examens, il retourne en Égypte à la fin du mois de juillet 1841. Il sollicite alors le poste de médecin major des lanciers de la garde. Ayant obtenu une importante position, Cuny demande la main de la fille de son ami Linant de Bellefonds qui accepte. Cuny prend ses fonctions à Minieh (avril 1844) et se marie ainsi en novembre avec Émilie Linant de Bellefonds, née à Northop le 20 février 1825, de quatorze ans sa cadette. 
À Minieh, Cuny est chargé de l'état sanitaire de la ville. Il enregistre les naissances et les décès et mène d'importantes campagnes de vaccination. Il recrute et forme à la vaccination cent cinquante barbiers qu'il dissémine dans la province. Cuny effectue de grandes opérations de vaccination de la variole des enfants des villages, crée des dispensaires et des bains publics et prend d'importantes mesures d’assainissement comme l'éloignement des cimetières, l'inspection des marchés et le nettoyage des rues.
Cuny, qui parle dorénavant couramment l'arabe, doit régulièrement lutter contre l'hostilité des populations. En 1846, il échappe de peu à la mort dans un village près de Minieh et doit prendre la fuite. Il découvre aussi que certains des barbiers ont été massacrés et observe la corruption d'autres.
En parallèle de ses activités de médecin, Cuny travaille à la sauvegarde des monuments de l’Égypte antique. Il sauve ainsi à Beni Hassan deux rangées de tombes des XIe et XIIe dynasties qui surplombent le village.
Le 9 octobre 1847, Charles Cuny devient père d'un garçon que le couple nomme Charles-Kamel. Il apprend à la fin de l'année qu'il est nommé directeur du service de santé de Keneh. Avant de quitter son poste, il fait part dans un rapport à l'intendance sanitaire de l'ampleur de son action : plus de onze mille enfants ont été vaccinés. 
Cuny entreprend comme à Minieh la formation de deux cents barbiers. En 1848, après quelques mois à Keneh, il est appelé pour remplacer le docteur Capogrosso qui vient d'être muté au Caire, dans la province de Siout. Il organise, de nouveau, un corps de barbiers et explore la province.
En février 1850, Charles et Émilie Cuny font la connaissance à Siout de Gustave Flaubert et de Maxime du Camp qui se présentent chez eux. Charles leur fait alors visiter la ville. 
Cuny doit au même moment lutter contre une importante épidémie de choléra au Caire. Un cordon sanitaire de Kosséir à Siout est établi. En mars 1850, le cordon est levé alors que l'épidémie n'est pas entièrement éradiquée. Cuny est accusé d'avoir ordonné cette mesure prématurée. Il s'en défend alors, accuse son assistant et écrit à l'intendance militaire pour démontrer son innocence. C'est dans ce climat d'hostilité que naît son deuxième enfant, une fille nommée Marie-Adélaïde.
En juin, Cuny reçoit de nouveau chez lui Flaubert et du Camp qu'il loge et nourrit. 
Abbas Pacha accuse Cuny le 26 décembre 1850 d'avoir ordonné la levée du cordon sanitaire, le destitue de ses fonctions et le chasse du service sanitaire. Cuny se défend en écrivant de nombreuses lettres qu'il envoie au gouvernement français où il accuse ouvertement la politique et le despotisme du vice-roi d’Égypte. 
Lorsqu'il quitte Siout, ce sont trois cent soixante deux barbiers qui ont été formés et plus de trente mille enfants vaccinés. Cuny s'installe alors au Caire avec sa famille. Il songe à devenir explorateur et écrit en ce sens à Antoine d'Abbadie d'Arrast. Son troisième enfant, Louis-Kabil, né le 16 novembre 1852 au Caire. Au début de l'été 1853, Cuny s'embarque pour la France pour y passer sa thèse de médecine. Il y invite Flaubert, qui ne s'y rendra pas, et la soutient le 31 août 1853. Elle porte sur des Propositions d'hygiène, de médecine et de chirurgie relatives à l’Égypte. Il y critique fortement le système de l'intendance sanitaire.
Sa thèse validée, malade, il se repose quelque temps à Paris puis rend visite, en septembre, à sa famille à Goin. En octobre, il est de retour au Caire et abandonne son projet d'exploration de l'Abyssinie pour s’intéresser au Darfour. En effet, il y est invité par le roi Hussein, sultan du Darfour, pour y venir soigner sa mère gravement malade. Malheureusement, celle-ci meurt avant qu'il ne se mette en route. 
En mai 1854, Cuny envoie à la Société de géographie une petite étude sur le Soudan oriental où il expose ses plans d'exploration. Mais, entretemps, Abbas Pacha est assassiné dans son palais. Cuny retrouve alors son poste de médecin en chef de la province de Siout où il revient au début de l'année 1855.
En mars 1857, Cuny perd de nouveau son poste. Il prépare alors une expédition dans le Kordofan. Il écrit en ce sens à Stanislas d'Escayrac de Lauture qui a parcouru la contrée en 1850. D'Escayrac lui propose de le rencontrer au Caire et durant la rencontre, le conseille dans la préparation du voyage. Il est convenu que Cuny remontera le Nil jusqu'en Nubie et se rendra à El Obeid où il devra attendre un moment favorable pour poursuivre sa route. 

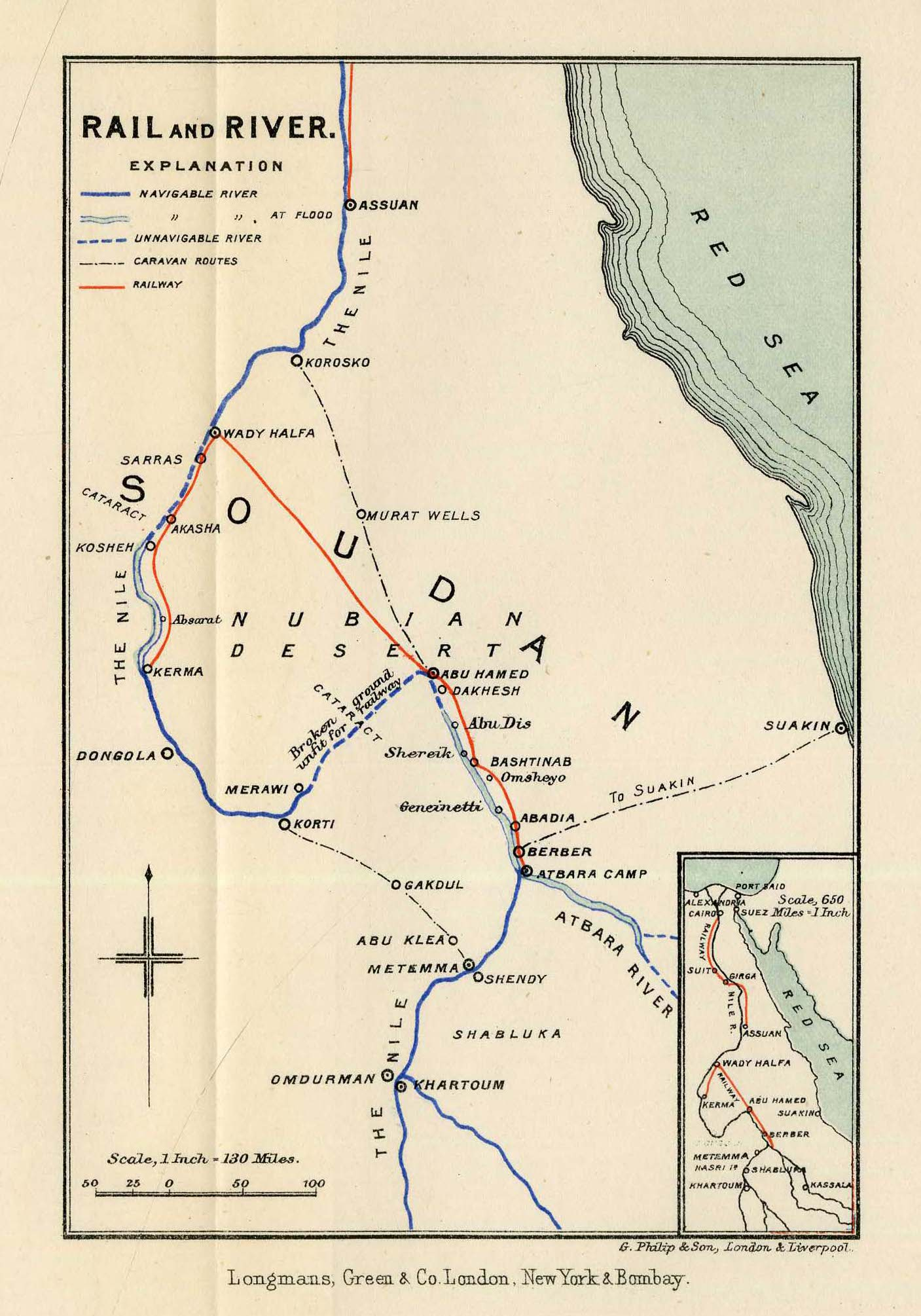
Carte représentant le trajet de Cuny

Cuny part ainsi de Siout le 22 novembre 1857 avec son fils Kamel, âgé de onze ans, d'un médecin, le docteur Bongrand qui doit se rendre à Khartoum et d'un ancien sous-officier, Perret. Il s'arrête à Keneh puis à Thèbes où il visite les ruines de Louxor et de Karnak et atteint Assouan. Après l'escale de Korosko où le docteur Bongrand choisit de continuer par voie de terre en empruntant la piste d'Abu Hamad, Cuny entre en Nubie et commence à noter dans son journal ses itinéraires, les distances et de nombreuses observations sur les habitants, la faune, la flore, etc.
A Derr, les voyageurs sont retenus, Perret étant accusé du meurtre d'un barbarin lors d'une rixe puis, l'affaire réglée, gagnent Wadi Halfa où ils entrent le 19 janvier 1858. Le 24 janvier, on atteint Fargeh puis Kandjébar où l'on continue à dos de dromadaire à travers le désert jusqu'à Hofir puis Dongola (3 février) que Cuny quitte avec son fils le 20 février. Sur une cange, ils atteignent un village où Cuny rencontre le chef Djéziré Gadlet qui l'invite à la cérémonie de circoncision de ses trois fils puis en mars entre à Abou Gossi (aujourd'hui Al Ghabah) où il se prépare à la traversée du désert en achetant des vivres et en recrutant des chameliers et un guide. 
La caravane se met en route le 7 mars. Cuny étudie alors les Kababuches, les Dongalawi et les Zaghawa. Il arrive à Kajmar le 27 mars, ville dont il laisse une longue description, puis, en longeant le Djebel Hamra, atteint El Obeid le 5 avril où il séjourne le mois entier ainsi qu'une partie du mois de mai. Il y prend des renseignements sur les itinéraires possibles pour rejoindre le Darfour et écrit le 25 juin 1858 au comte d'Escayrac qu'il se dirige vers le Darfour. Il joint à la lettre ses notes de voyage. 
Parti ainsi le 26 juin de El Obeid pour traverser le désert en direction du Darfour, il atteint El Fasher vraisemblablement trois semaines plus tard. Il y est retrouvé mort cinq jours après son arrivée. Les causes de cette mort restent hypothétiques, il serait ainsi soit mort de maladie, soit assassiné. Élisée Reclus écrit dans sa Nouvelle géographie universelle : « Le Français Cuny se présenta en 1858 à la cour d'El Facher mais il y mourut mystérieusement quelques jours après son arrivée, sans même que son journal de voyage d'El Obéid à El Facher ait été conservé ». 
Kamel, le fils de Charles Cuny est, quant à lui, gardé prisonnier par le sultan Hussein pendant deux années, avant d'être renvoyé en Égypte en 1861. Il meurt au Caire le 23 janvier 1894.

## Hommages
Le conseil municipal de Goin décide le 10 juin 1925 de donner le nom de Charles Cuny à la rue où il est né.
La ville de Metz, par une délibération du Conseil municipal du 27 mars 1953, l'honore du nom d'une rue dans le quartier de Queuleu, alors en plein aménagement.
Jules Verne le mentionne dans le premier chapitre de son roman Cinq semaines en ballon.

## Publications
- Mémoire sur les services rendus par M. Cuny en sa qualité de médecin, depuis l'année 1837 jusqu'en 1851, qu'il a servi le gouvernement égyptien, Jérôme, Paris, 1853
- Propositions d'hygiène, de médecine et de chirurgie relatives à l’Égypte, thèse pour le doctorat en médecine présentée et soutenue le 31 août 1853, Rignoux, Paris, 1853
- Notice sur le Darfour, Bulletin de la Société de géographie, Arthus Bertrand, Paris, août-septembre 1854
- Observations générales sur le mémoire sur le Soudan de M. le Comte d'Escayrac de Lauture, Nouvelles Annales des voyages, vol. 1, Arthus Bertrand, Paris, 1858
- Journal de voyage du Dr Charles Cuny de Siout à El-Obéid, Nouvelles Annales des voyages, vol. 3-4, Paris, 1862
- Journal de voyage du Dr Charles Cuny de Siout à El-Obéid, du 22 novembre 1857 au 5 avril 1858, introduction de Victor Adolphe Malte-Brun, 1863
- Les oasis de Gab-el-Kébir dans le grand désert de Libye, Bulletin de la Société de géographie, vol. IV, 1862, p. 38
- Mémoire sur le Darfour, manuscrit in-4, non publié[16]